# Jørgen Marcussen (atlet)
Jørgen Marcussen er en tidligere dansk sprinterløber, som løb for Frederiksberg IF . Hans bedste resultat var vandt sølvmedaljen på 200 meter ved de danske mesterskaber 1974.

## Danske mesterskaber
- Sølv 1974 200 meter 22,3
- Bronze 1974 100 meter 11,0
- Bronze 1972 100 meter 11,0
- Bronze 1972 DM 200 meter 3 22,7

## Personlige rekorder
- 100 meter: 10,7 1972
- 200 meter: 21,6 1975